# La Chapelle-Erbrée
Chapelle-Erbrée (bret. Ar Chapel-Ervoreg) – miejscowość i gmina we Francji, w regionie Bretania, w departamencie Ille-et-Vilaine.
Według danych na rok 1990 gminę zamieszkiwało 465 osób, a gęstość zaludnienia wynosiła 39 osób/km² (wśród 1269 gmin Bretanii Chapelle-Erbrée plasuje się na 847. miejscu pod względem liczby ludności, natomiast pod względem powierzchni na miejscu 769.).